# Efrájim ha-Kóhén
Efrájim ha-Kóhén (Vilna, 1616 – Buda, 1678) rabbi, egyházi író.

## Élete
Az 1648-ik évi Bohdan Hmelnickij-féle felkelés miatt menekülnie kellett hazájából. Előbb Trebitschben (Morvaország), majd Brodban választották meg rabbinak, 1666-ban került Budára. Sok nyugalma itt sem volt, mert ellentétes viszonyba került a község egyes tagjaival és emiatt a község elhagyására akarták kényszeríteni. 

## Művei
Fő művét fia adta ki Sáár Efráim címen. Ez a reszponzumokat tartalmazó munka Sulzbachban jelent meg 1688-ban. Homiletikai munkájának címe: Machane Efráim.

## Élete
Az 1648-ik évi Bohdan Hmelnickij-féle felkelés miatt menekülnie kellett hazájából. Előbb Trebitschben (Morvaország), majd Brodban választották meg rabbinak, 1666-ban került Budára. Sok nyugalma itt sem volt, mert ellentétes viszonyba került a község egyes tagjaival és emiatt a község elhagyására akarták kényszeríteni. 

## Művei
Fő művét fia adta ki Sáár Efráim címen. Ez a reszponzumokat tartalmazó munka Sulzbachban jelent meg 1688-ban. Homiletikai munkájának címe: Machane Efráim.